# Ziano Piacentino
Ziano Piacentino är en ort och kommun i provinsen Piacenza i regionen Emilia-Romagna i Italien. Kommunen hade 2 506 invånare (2018).